# Edmond Louis Budry

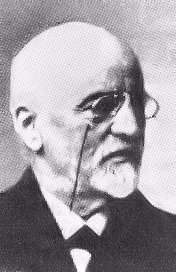
Edmond Louis Budry omstreeks 1930

Edmond Louis Budry (Vevey, 30 augustus 1854 – aldaar, 12 november 1932) was een Zwitserse predikant en tekstdichter.
Hij studeerde theologie in Lausanne en werd predikant in Cully en Sainte-Croix (1881-1889). Daarna werd hij predikant van de Vrije Kerk in Vevey. In 1923 trad hij terug.
Hij heeft veel kerkgezangen gedicht, maar hij vertaalde ook uit het Duits, Engels en Latijn naar het Frans. Een deel van zijn gezangen verscheen in Chants Evangéliques (Lausanne, 1885). Zijn bekendste liederen zijn Béni soit le lien en À toi la gloire met een melodie die hij ontleende aan Georg Friedrich Händel en dat in het Nederlands vertaald werd als U zij de glorie.
- Bibsys: 34945
- International Standard Name Identifier: 0000 0000 4824 4523
- Library of Congress Control Number: no2006001356
- Nationale Bibliotheek van Letland: 000038136
- MusicBrainz: fc6919c4-99f7-4c9e-9af0-3bba185e1f6c
- Système universitaire de documentation: 164460004
- Virtual International Authority File: 16968149
- WorldCat: E39PBJmDk3DMkKqG6p8kXH63Qq